# Scuba Diving International
Scuba Diving International (SDI) ist eine Tauchausbildungs- und Zertifizierungsorganisation und eine Unterorganisation von  Technical Diving International (TDI), einer Ausbildungsorganisation für Technisches Tauchen.
SDI is Mitglied im United States RSTC, dem RSTC Canada und dem RSTC Europe.

## Training
Während TDI und ERDI, die beiden Schwesterunternehmen von SDI, Kurse für technisches Tauchen bzw. Kurse für Notfallpersonal anbieten, deckt SDI den Freizeitaspekt des Tauchens ab, indem es die Kurse für Kinder, Einsteiger und Fortgeschrittene anbietet.
Weiterhin bietet SDI wie viele Tauchorganisationen Spezialkurse zur Vertiefung der Kenntnisse an. Darunter
- Tauchen mit Nitrox
- Unterwasser-Fotografie & Videographie
- Full Face Mask Diver Specialty
- Nachttauchen
- Wracktauchen

### Fortgeschrittenenkurse
- Solo Diver (Einzeltauchen)
- Rescue Diver
- Master Scuba Diver Development Programm

### Professionelle Kurse
- Divemaster Course
- Assistant Instructor Course
- Instructor Course
- Specialty Instructor
- Course Director Qualifications
- Instructor Trainer Qualifications

SDI verlangt von Schülern, dass sie von Anfang an bei allen Tauchgängen während der Ausbildung Zugang zu einem modernen Tauchcomputer haben.
Die Organisation erkennt Solotauchen als Teil des Freizeittauchens an und bietet einen speziellen Ausbildungskurs dazu. Die meisten großen Ausbildungsorganisationen für Sporttaucher schreiben das Tauchen immer mit einem Buddy (Partner) vor.

### EUF-Zertifikation
Die SDI- und TDI-Trainingssysteme erhielten 2006 von der EUF-Zertifizierungsstelle die CEN-Zertifizierung mit der Zertifikatsnummer S EUF CB 2006002 und sind bis 2024 zertifiziert.